# Сварка бериллия
Сва́рка бери́ллия — сварка изделий из бериллия и его сплавов.

## Особенности сварки
Сварка бериллия проводится переменным током, при температуре 1200 °C неплавящимся вольфрамовым электродом в среде инертных газов (аргон, гелий и их смеси), чаще в камерах с контролируемой инертной атмосферой. Техника сварки и сварочная аппаратура схожа с техникой сварки алюминия. При сварке выделяются высокотоксичные вещества. Сварные соединения бериллия  обладают пониженной прочностью и пластичностью.
В процессе сварки бериллия в околошовной зоне вырастает зерно. Прочность сварного соединения составляет 0,5—0,6 прочности от основного металла. Для предупреждения образования трещин в швах рекомендуется подогрев изделия из бериллия перед сваркой.
Возможна сварка бериллия с использованием точечной, рельефной, шовной, роликовой и стыковой сварок.